# Euloer Bruch
Euloer Bruch este o arie protejată (arie specială de conservare — SAC, sit de importanță comunitară — SCI) din Germania întinsă pe o suprafață de 82,23 ha, integral pe uscat.

## Localizare
Centrul sitului Euloer Bruch este situat la coordonatele 51°45′20″N 14°35′33″E / 51.7556°N 14.5925°E.

## Înființare
Situl Euloer Bruch a fost declarat sit de importanță comunitară în februarie 1999 pentru a proteja 6 specii de animale. Situl a fost protejat și ca arie specială de conservare în octombrie 1967.

## Biodiversitate
Situată în ecoregiunea continentală, aria protejată conține 5 habitate naturale: Ape stătătoare oligotrofe până la mezotrofe, cu vegetație de Littorelletea uniflorae și/sau de Isoëto-Nanojuncetea, Lacuri eutrofice naturale cu vegetație de tip Magnopotamion sau Hydrocharition, Cursuri de apă de la nivel de câmpie la nivel montan, cu vegetație Ranunculion fluitantis și Callitricho-Batrachion, Mlaștini împădurite, Păduri acidofile de Picea de la nivel montan la nivel alpin (Vaccinio-Piceetea).
La baza desemnării sitului se află mai multe specii protejate:
- păsări (4): lăcar mare (Acrocephalus arundinaceus), buhai de baltă (Botaurus stellaris stellaris), lebădă de iarnă (Cygnus cygnus), pupăză (Upupa epops)
- amfibieni (1): buhai de baltă cu burta roșie (Bombina bombina)
- mamifere (1): vidră de râu (Lutra lutra)

Pe lângă speciile protejate, pe teritoriul sitului au mai fost identificate 22 de specii de plante, 3 specii de amfibieni.